# Vencer o morir II: La arena de la muerte
Vencer o morir II: La arena de la muerte (título original: Cage II) es una película estadounidense de acción y drama de 1994, dirigida por Lang Elliott, escrita por Hugh Kelley, musicalizada por Richard Lyons, en la fotografía estuvo Sandra Chandler y los protagonistas son Lou Ferrigno, Reb Brown y Shannon Lee, entre otros. El filme fue realizado por Performance Pictures Inc. y Rocket Pictures; se estrenó el 14 de diciembre de 1994.

## Sinopsis
A un veterano de Vietnam le hacen creer que su mejor amigo ha fallecido, ahora no tiene otra alternativa que entrar a “La arena de la muerte”.